# Viticabio
Viticabio, in latino Vithicabius, (... – 368) fu dal 360 alla morte re di un gau (Gaukönig) alemanno, una gens (clan, Sippe in tedesco) la cui area tribale si ritiene si trovasse in un'area sulla riva destra del Reno vicino a Breisach nel Breisgau. Era il figlio di Vadomario.

## Biografia
Viticabio assunse la carica reale dopo l'esilio di suo padre Vadomario da parte del Cesare Giuliano e fu ritratto da Ammiano Marcellino come un ragazzo debole e malaticcio, ma «audace e coraggioso, che ha sempre alimentato il fuoco della guerra».
Viticabio crebbe come ostaggio sotto la custodia dei romani. Dopo la morte di suo padre Vadomario, fu il suo successore come sovrano. Nonostante la sua promessa al Cesare Giuliano di mantenere la pace, sotto Viticabio ci furono di nuovo attacchi al territorio romano e questo venne invaso. Viticabio fu quindi assassinato dall'imperatore Valentiniano I, il quale lo fece uccidere nel 368 da un servitore corrotto. Nonostante la sua morte, le incursioni continuarono per un po'.

## Localizzazione geografica
Nella letteratura storica, Viticabio, come suo padre Vadomario e suo zio Gundomado, è spesso indicato come il re dei Brisgavi, nozione che derivava esclusivamente dalle informazioni geografiche di Ammiano Marcellino sulle loro attività. Tuttavia questa attribuzione è considerata non sicura, poiché l'esistenza di una tribù dei Brisgavi non può essere provata durante la vita di Viticabio. La prima menzione, seppur indiretta, dei Brisgavi fu fatta solo tra il 395 e il 398 nella Notitia dignitatum.